# Demodex folliculorum
Demodex folliculorum е микроскопичен акар, който може да преживее само върху човешката кожа. Повечето хора имат на кожата си D. folliculorum. Обикновено видът не причинява вреда, така че е по-скоро пример за коменсализъм, отколкото паразитизъм. Въпреки това, съществува заболяването демодекоза, свързано с D. folliculorum.
С издължено тяло и къси крака, D. folliculorum е адаптиран да живее във вътрешността на космените фоликули. Възрастен индивид на D. folliculorum е дълъг от 0.3 до 0.4 mm. Възрастните имат четири двойка крака, ларвите и нимфите са само с три чифта. D. folliculorum има недоразвито черво и няма анус.

## Етапи на развитие
Пълният жизнен цикъл на D. folliculorum отнема 14 – 16 дни. Възрастните акари копулират на върха на космения фоликул близо до повърхността на кожата. Яйцата с дължина 0.1 mm и форма на сърце се полагат в мастната жлеза във вътрешността на фоликула и от тях се излюпва шестокрака ларва. Шест дни са необходими на ларвата, за да се развие във възрастен индивид, преминавайки през два етапа на нимфа. Възрастният индивид живее 4 – 6 дни.
За час D. folliculorum може да измине 8 до 16 mm, като обикновено се движат през нощта.
D. folliculorum предпочита места високо наличие на себум и преобладава в зони като бузите, носа, челото, но също така и навсякъде другаде по лицето като клепачите и ушите. Акарите от вида се срещат и на други части от тялото като гърдите и задните части. Обитаваните от акари фоликули обичайно съдържат 2 – 6 индивида, възможно и повече. Срещат се по-често през пролетта и лятото и по-рядко през другите сезони в годината.
Акарите от вида не се срещат върху новородени бебета, но ги придобиват скоро след раждането, вероятно заради контакта с майката. На деца под 10 години се срещат малко акари, но почти всички възрастни хора ги имат на кожата си. Увеличаването на размера на популацията с времето може да се дължи на постепенното увеличение на популацията в резултат от естествено размножаване или защото с възрастта на хората се увеличават нивата на произвеждания от кожата им себум – естествената храна на акарите.

## Заболявания
Високите нива на D. folliculorum в кожата са свързани със заболяванията блефарит и акне розацея. Точният механизъм, по който акарите причиняват болестта, е неустановен: възможно е физически да блокират космения фоликул, да пренасят бактерии, отключващи заболяването, или след смъртта си да причиняват отложен хиперсензитивен отговор или вроден имунен отговор. Съществуват различни хипотези относно това дали високите нива на D. folliculorum причиняват розацея или раздразнената от розацеята кожа е по-преразположена към образуването на благоприятни условия за развитие на акарите. Установено е, че хората с подтисната имунна система са по-предразположени към високи нива на D. folliculorum в кожата.

## История
За първи път видът Demodex folliculorum е наблюдаван от германския учен Якоб Хенле през 1841 година, но представянето му пред Цюрихското природонаучно общество, отразено от местен вестник, предизвиква слаб интерес за времето си. През 1842 година, германският дерматолог Густав Симон дава подробно описание на D. folliculorum, като му дава името Acarus folliculorum. На следващата година английският биолог Ричард Оуен дава на рода таксономичното име Demodex. След началното описание дадено от Симон, са наблюдавани две форми на D. folliculorum – дълга и къса. През 1963 година е направено предположението, че те представляват два отделни биологични вида и е предложено по-късият вид да бъде наречен Demodex brevis, а под името D. folliculorum да остане по-дългият. Съществуването на двата отделни вида е потвърдено едва през 1972 година.